# Puchar Szwajcarii w hokeju na lodzie
Puchar Szwajcarii w hokeju na lodzie – krajowe pucharowe rozgrywki w hokeju na lodzie w Szwajcarii organizowane przez Szwajcarski Związek Hokeja na Lodzie (Schweizerischer Eishockeyverband, SEHV). Turniej rozgrywany był cyklicznie od 1957 do 1966 roku i został reaktywowany w sezonie 2014/2015.

## Historia
Rozgrywki zostały założone w 1957 roku przez wiceprezydenta Szwajcarskiego Związku Hokeja na Lodzie (SEHV) – M. Walder, który został fundatorem trofeum. Pierwszym zwycięzcą została drużyna Young-Sprinters HC, która pokonała Lausanne HC. W kolejnej edycji turnieju powtórzyła się sytuacja i drużyna z Neuchâtel obroniła trofeum. W 1959 roku po raz pierwszy i jak dotąd jedyny zwyciężyła drużyna z niżej klasy rozgrywkowej. Zwycięzcą została drużyna Servette Genewa, która pokonała w finale dotychczasowego mistrza. W 1961 roku po raz pierwszy drużyna, która zdobyła Puchar Szwajcarii zdobyła również tytuł mistrza Szwajcarii uzyskując tym samym dublet. Sukces ten osiągnęła stołeczna drużyna Lions. Później dublet uzyskały również w roku 1965 – SC Bern oraz w 1966 roku Grasshopper Club Zürich. Po rozgrywkach w sezonie 1965/1966 związek zawiesił rozgrywki w celu skupienia uwagi mediów na lidze. W 1972 roku odbyła się jeszcze jedenasta edycja turnieju w której zwyciężyła drużyna Servette Genewa, która jako trzecia zdobyła dwa razy tytuł zdobywcy pucharu.
Po 40 latach, we wrześniu 2012 roku w mediach pojawił się pomysł reaktywacji rozgrywek. W turnieju miały uczestniczyć zarówno drużyny profesjonalne (z ligi NLA i NLB) jak i amatorskie z Regio League. Celem wznowienia rozgrywek jest zwiększenie zainteresowania hokejem na lodzie w małych ośrodkach oraz zwiększenie ilości rozgrywek przez to zwiększenie szans na trofeum dla drużyn. W maju 2013 roku związek ogłosił zamiar przywrócenia rozgrywek w sezonie 2014/2015. Rozgrywki trwały od października 2014 do lutego 2015, a uczestniczyło w nich 32 kluby z lig: NLA, NLB oraz 1. ligi szwajcarskiej. Turniej składał z pięciu rund. W pierwszej rundzie (1/16 finału) wzięły wsiąść udział drużyny z niższych poziomów ligowych, zaś drużyny z National League A rozpoczęły rozgrywki od drugiej rundy. Puchar Szwajcarii 2015 zdobył zespół SC Bern pokonując w finale 11 lutego 2015 drużynę EHC Kloten.

## Finaliści
| Edycja | Zwycięzca                     | Finalista                 | Wynik   |
| ------ | ----------------------------- | ------------------------- | ------- |
| 1957   | Young-Sprinters HC (LNA)      | Lausanne HC (LNB)         | 14-0    |
| 1958   | Young-Sprinters HC (LNA)      | Lausanne HC (LNA)         | 11-5    |
| 1959   | Servette Genewa (LNB)         | Young-Sprinters HC (LNA)  | 7-3     |
| 1960   | ZSC Lions (LNA)               | EHC Visp (LNB)            | 5-2     |
| 1961   | ZSC Lions (LNA)               | EHC Visp (LNA)            | 5-3     |
| 1962   | HC Ambrì-Piotta (LNA)         | Villars HC (LNB)          | 5-3     |
| 1963   | Young-Sprinters HC (LNA)      | Urania Genève Sport (LNB) | 7-3     |
| 1964   | EHC Visp (LNA)                | ZSC Lions (LNA)           | 5-2     |
| 1965   | SC Bern (LNA)                 | Villars HC (LNA)          | 5-2     |
| 1966   | Grasshopper Club Zürich (LNA) | ZSC Lions (LNA)           | 6-3     |
| 1972   | Servette Genewa (LNA)         | HC Ambrì-Piotta (LNA)     | 3-4/2-0 |
| 2015   | SC Bern                       | Kloten Flyers             | 3:1     |
| 2016   | ZSC Lions                     | Lausanne HC               | 4:1     |
| 2017   | EHC Kloten                    | Servette Genewa           | 5:2     |
| 2018   | Rapperswil-Jona Lakers        | HC Davos                  | 7:2     |
| 2019   | EV Zug                        | Rapperswil-Jona Lakers    | 5:1     |
| 2020   | HC Ajoie                      | HC Davos                  | 7:3     |
| 2021   | SC Bern                       | ZSC Lions                 | 5:2     |